# Volo Lufthansa 2904
Il volo Lufthansa 2904 era un volo di linea passeggeri internazionale tra Francoforte sul Meno, Germania, e Varsavia, Polonia. Il 14 settembre 1993, l'aereo uscì di pista durante l'atterraggio all'aeroporto di Varsavia-Chopin, provocando la morte di due occupanti. Il volo era operato da un Airbus A320-211 e trasportava 70 persone (64 passeggeri e 6 membri dell'equipaggio).

## L'aereo
Il velivolo era un Airbus A320-211, numero di registrazione D-AIPN e nominato "Kulmbach", una città tedesca di circa 27 000 abitanti nel land della Baviera. Consegnato alla Lufthansa nell'aprile del 1990, poteva ospitare al massimo 150 passeggeri ed era spinto da due motori CFM56.

## L'incidente
Il volo Lufthansa 2904 fu autorizzato ad atterrare sulla pista 11 dell'aeroporto internazionale di Varsavia-Chopin e venne informato della presenza di fenomeni di wind shear. Per compensare il vento contrario, i piloti tentarono di atterrare con l'aereo inclinato leggermente a destra e il tutto avvenne ad una velocità di circa 20 kn (37 km/h) più veloce del normale. Secondo il manuale, questa era la procedura corretta per le condizioni riportate, ma il bollettino meteorologico non era aggiornato. Al momento del touchdown, il presunto vento trasversale si rivelò essere un vento in coda, che fece accelerare ulteriormente l'Airbus. A causa di questo e della maggiore velocità, l'aereo colpì il suolo a circa 170 kn (310 km/h) e ben oltre il normale punto di contatto. La parte destra del carrello principale toccò il suolo 770 m (2 530 ft) oltre la soglia della pista. Quella sinistra si abbassò 9 secondi dopo, a 1 525 m (5 003 ft). Solo quando tutto il carrello di atterraggio venne a contatto con la pista, gli spoiler e gli inversori di spinta si attivarono; questi sistemi dipendono della compressione applicata sugli ammortizzatori delle ruote. I freni iniziarono a funzionare dopo circa 4 secondi.
La lunghezza rimanente (calcolata dal momento di attivazione dei sistemi di frenatura) era troppo corta per consentire all'aeromobile di fermarsi. Vedendo avvicinarsi la fine della pista e alcuni ostacoli oltre la stessa, il pilota portò il velivolo in una deviazione verso destra. L'aereo uscì di pista a una velocità di 72 kn (133 km/h) e continuò per 90 m (300 ft) prima di colpire un'antenna ILS con l'ala sinistra. Un incendio divampò nella zona della collisione e penetrò nella cabina passeggeri. Due dei 70 occupanti morirono nell'incidente: il capitano in addestramento (seduto nel posto di destra) morì a causa impatto, un passeggero non fu in grado di fuggire a causa della perdita di conoscenza dovuta a del fumo nella cabina. Il bilancio finale è di 2 vittime, 51 feriti gravi, 5 feriti lievi e 12 illesi.

## Le indagini

Illustrazione del tempo trascorso tra il touchdown del carrello principale destro e poi del sinistro, e della successiva attivazione dei freni

La causa principale dell'incidente furono le decisioni e le azioni errate dell'equipaggio. Alcune di queste furono prese dopo la ricezione delle informazioni meteorologiche relative ai wind shear, prodotti dal fronte sopra l'aeroporto, accompagnato da un'intensa variazione dei parametri del vento e da forti piogge sulla pista stessa.
Un'ulteriore causa fu la mancanza di aggiornamenti riguardanti il vento tra il personale nella torre di controllo. Per tale motivo non fu possibile trasmettere ai piloti informazioni aggiornate.
Altre cause furono alcune caratteristiche di progettazione del velivolo. La logica del computer impedì l'attivazione di spoiler e inversori di spinta fino al raggiungimento di un carico di compressione minimo di almeno 6,3 tonnellate su ciascun montante del carrello di atterraggio principale Questo impedì così all'equipaggio di utilizzare le azioni di frenatura dei due sistemi.

### I sistemi dell'aeromobile
Per garantire l'attivazione degli inversione di spinta e degli spoiler solo in una situazione di atterraggio allo scopo di evitare situazioni catastrofiche durante la fase di volo o di decollo, il software deve assicurarsi che l'aereo sia a terra anche se i sistemi sono attivati a mezz'aria. Gli spoiler vengono attivati solo se almeno una delle due seguenti condizioni è vera:
- deve esserci un peso di almeno 6,3 tonnellate su ciascun montante del carrello di atterraggio principale;
- le ruote dell'aereo devono girare più velocemente di 72 kn (133 km/h).

Gli inversori di spinta vengono attivati solo se la prima condizione è vera. Non è possibile per i piloti ignorare la decisione del software e attivare manualmente i sistemi. Nel caso dell'incidente di Varsavia nessuna delle due condizioni è stata soddisfatta, quindi i sistemi di frenata non sono stati attivati. Il primo poiché l'Airbus è atterrato inclinato (per contrastare il vento trasversale previsto) e non è stata raggiunta la pressione di 12,6 tonnellate sul carrello di atterraggio principale, necessaria per attivare il sensore, il secondo a causa del fenomeno di aquaplaning sulla pista bagnata.

Solo quando anche il carrello di atterraggio sinistro ha toccato la pista, i sistemi automatici hanno permesso agli spoiler e agli inversori di spinta di funzionare. A causa delle distanze di frenata in condizioni bagnate, l'aeromobile non poteva fermarsi prima della fine della pista. Il computer in realtà non sapeva che l'aereo era atterrato fino a quando non era già a 125 metri oltre il punto a metà della pista 11.

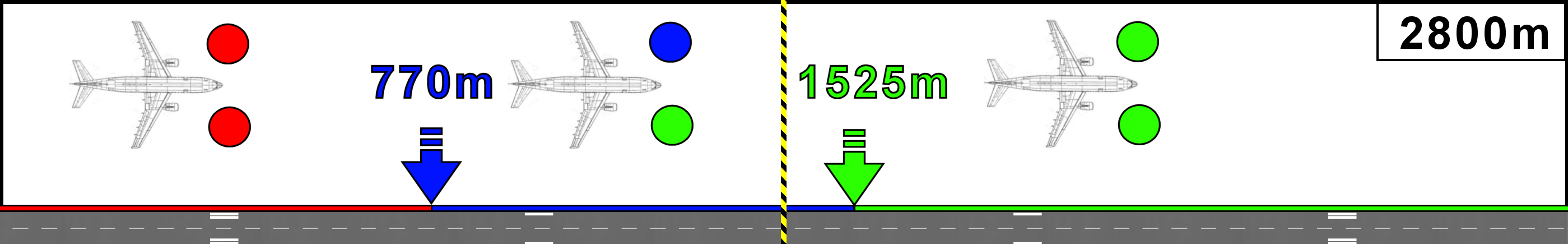
Illustrazione della distanza relativa al touchdown del carrello principale. La linea a strisce segna 1400 m, dividendo la pista a metà. Il rosso indica il carrello di atterraggio ancora in aria, il blu indica aquaplaning, il verde indica le ruote effettivamente sul terreno.